# Lonestar
I Lonestar sono un gruppo musicale statunitense di musica country, composto da Cody Collins (cantante principale, chitarra acustica), Michael Britt (chitarra, cori), Keech Rainwater (batteria), Dean Sams (tastiera, melodica, cori) e Michael Hill (basso). Collins, che in precedenza aveva fatto parte di un altro gruppo country chiamato McAlyster, ha rimpiazzato il precedente cantante Richie McDonald, che ha lasciato il gruppo nel novembre 2007 per intraprendere la carriera da solista. John Rich era anche il bassista e secondo cantante del gruppo sino al 1998, anno in cui è stato allontanato dal gruppo. In seguito Rich si è unito a Big Kenny nel duo Big & Rich nel 2003.
I Lonestar nascono nel 1992 con il nome Texassee, che però fu presto modificato nell'attuale Lonestar. Il loro primo concerto si tenne a Nashville nel 1993, ma è solo nel 1995 che il gruppo ottiene un contratto con l'etichetta discografica BNA Records. Con l'etichetta il gruppo pubblica il primo album intitolato proprio Lonestar.
I Lonestar hanno iniziato a diventare popolari presso il grande pubblico proprio in quel periodo con il singolo Tequila Talkin', il primo di una serie di ventisette singoli che entreranno nella classifica dei più venduti negli Stati Uniti. Il loro più grande successo però risale al 1999, grazie al singolo Amazed, che ha raggiunto la prima posizione sia della classifica country che della prestigiosa Billboard Hot 100, diventando il primo brano country a riuscirci sin dal 1983, anno in cui ci riuscirono Kenny Rogers e Dolly Parton con Islands in the Stream.
Nel corso della sua carriera, il gruppo ha registrato sette album ed una raccolta. Tre di questi album sono stati certificati disco d'oro, mentre gli altri disco di platino.

## Formazione

### Formazione attuale
- Michael Britt - chitarra, cori (1992-presente)
- Cody Collins - voce (2007-presente
- Keech Rainwater - batteria, percussioni (1992-presente)
- Dean Sams - tastiera, armonica, melodica, cori (1992-presente)

### Ex componenti
- Richie McDonald - voce, chitarra, pianoforte, tastiera (1992-2008)
- John Rich - basso, cori (1992-1998)

## Discografia
- 1995 - Lonestar
- 1997 - Crazy Nights
- 1999 - Lonely Grill
- 2001 - I'm Already There
- 2003 - From There to Here: Greatest Hits
- 2004 - Let's Be Us Again
- 2005 - Coming Home
- 2006 - Mountains
- 2010 - Party Heard Around the World
- 2013 - Life As We Know It